# Ross Barlow (schip, 2007)

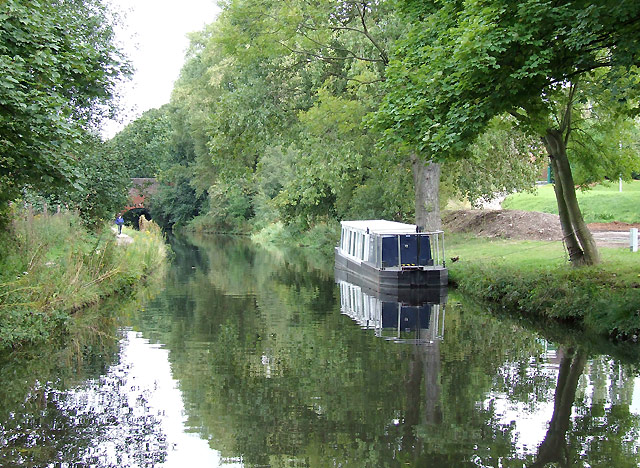
De Ross Barlow

De Ross Barlow is een Britse narrowboat waarbij de stroom voor de elektrische motor wordt opgewekt door een brandstofcel op waterstof of een batterij. Het schip werd op 21 september 2007 tewatergelaten. Het is de eerste kanaalboot met een brandstofcel.

## Geschiedenis
Het Protium-project van de Universiteit van Birmingham startte begin 2006. De boot is vernoemd naar Ross Barlow, een postdoctorale student en een enthousiast voorstander van duurzame energie die in een vroeg stadium aan het hybriderondvaartbootproject werkte. Tragisch genoeg verongelukte hij in maart 2005 met een deltavlieger op de leeftijd van 25 jaar.

## Tanken
De vaste tanks worden bijgetankt aan een waterweg waterstofstation. De waterstof wordt met behulp van elektrolyse geproduceerd met stroom van zonnepanelen of windturbines.

## Specificaties
Opslag: 2,5 kg waterstof bij 10 bar in 5 Ti-V-Mn-Fe metaalhydride solid-state waterstoftanks, een lood-zuur-accu-stack, een 5 kW PEM-brandstofcel en een hoogkoppel-NdFeB-permanentemagneet-gelijkstroommotor.